# Seznam olympijských rekordů v plavání
Seznam olympijských rekordů v plavání eviduje rekordy z celkem 32 disciplín. Program bazénového plavání se nemění od OH 1996. 
- 50m, 100m, 200m, 400m, 800m (ženy) a 1500m (muži) volný způsob
- 100m a 200m znak
- 100m a 200m prsa
- 100m a 200m motýl
- 200m a 400m polohový závod
- štafety na 4x100m a 4x200m volný způsob a 4x100m polohový závod

## Muži
| Disciplína               | Sportovec                                                  | Země                         | Čas         | Datum             | OH             | Ref.  |
| ------------------------ | ---------------------------------------------------------- | ---------------------------- | ----------- | ----------------- | -------------- | ----- |
| 50 m volný způsob        | Caeleb Dressel                                             | Spojené státy americké (USA) | 00:21,07    | 1. srpna 2021     | Tokio          |       |
| 100 m volný způsob       | Pchan Ča-le                                                | Čína (CHN)                   | 39, 83 WR   | 31. července 2024 | Paříž          |       |
| 200 m volný způsob       | Michael Phelps                                             | Spojené státy americké (USA) | 01:42,96    | 12. srpna 2008    | Peking         | [ 1 ] |
| 400 m volný způsob       | Sun Jang                                                   | Čína (CHN)                   | 03:40,14    | 28. červenec 2012 | Londýn         | [ 2 ] |
| 800 m volný způsob       | Daniel Wiffen                                              | Irsko (IRL)                  | 7:38,19     | 30. července 2024 | Paříž          |       |
| 1 500 m volný způsob     | Sun Jang                                                   | Čína (CHN)                   | 14:31,02 WR | 4. srpna 2012     | Londýn         | [ 3 ] |
| 100 m znak               | Ryan Murphy                                                | Spojené státy americké (USA) | 00:51,85    | 8. srpna 2016     | Rio de Janeiro | [ 4 ] |
| 200 m znak               | Jevgenij Rylov                                             | Sportovci ROV (ROC)          | 01:53,27    | 30. července 2021 | Tokio          | [ 5 ] |
| 100 m prsa               | Adam Peaty                                                 | Velká Británie (GBR)         | 00:57,13    | 7. srpna 2016     | Rio de Janeiro | [ 6 ] |
| 200 m prsa               | Léon Marchand                                              | Francie (FRA)                | 2:05,85     | 31. července 2024 | Paříž          |       |
| 100 m motýlek            | Caeleb Dressel                                             | Spojené státy americké (USA) | 00:49,45 WR | 31. července 2021 | Tokio          | [ 7 ] |
| 200 m motýlek            | Léon Marchand                                              | Francie (FRA)                | 1:51,21     | 31. července 2024 | Paříž          |       |
| 200 m polohový závod     | Léon Marchand                                              | Francie (FRA)                | 1:54,06     | 2. srpna 2024     | Paříž          |       |
| 400 m polohový závod     | Léon Marchand                                              | Francie (FRA)                | 4:02,95     | 28. července 2024 | Paříž          |       |
| 4 × 100 m volný způsob   | Michael Phelps Garrett Weber-Gale Cullen Jones Jason Lezak | Spojené státy americké (USA) | 03:08,24 WR | 11. srpna 2008    | Peking         | [ 8 ] |
| 4 × 200 m volný způsob   | Michael Phelps Ryan Lochte Ricky Berens Peter Vanderkaay   | Spojené státy americké (USA) | 06:58,56    | 13. srpna 2008    | Peking         | [ 9 ] |
| 4 × 100 m polohový závod | Ryan Murphy Michael Andrew Caeleb Dressel Zach Apple       | Spojené státy americké (USA) | 03:26.78 WR | 1. srpna 2021     | Tokio          |       |

## Ženy
| Disciplína               | Sportovec | Země                         | Čas         | Datum             | OH             | ref.   |
| ------------------------ | --- | ---------------------------- | ----------- | ----------------- | -------------- | ------ |
| 50 m volný způsob        | Sarah Sjöströmová | Švédsko (SWE)                | 00:23,81    | 3. srpna 2024     | Paříž          |        |
| 100 m volný způsob       | Emma McKeonová | Austrálie (AUS)              | 00:51,96    | 30. července 2021 | Tokio          | [ 10 ] |
| 200 m volný způsob       | Mollie O'Callaghanová                                                                                                 | Austrálie (AUS)              | 1:53.27     | 29. července 2024 | Paříž          |        |
| 400 m volný způsob       | Katie Ledecká | Spojené státy americké (USA) | 03:56,46    | 7. srpna 2016     | Rio de Janeiro | [ 11 ] |
| 800 m volný způsob       | Katie Ledecká | Spojené státy americké (USA) | 08:04,79 WR | 12. srpna 2016    | Rio de Janeiro | [ 12 ] |
| 1 500 m volný způsob     | Katie Ledecká | Spojené státy americké (USA) | 15:30.02    | 31. července 2024 | Paříž          |        |
| 100 m znak               | Kaylee McKeownová | Austrálie (AUS)              | 57.33       | 30. července 2024 | Paříž          |        |
| 200 m znak               | Kaylee McKeownová | Austrálie (AUS)              | 2:03.73     | 30. července 2024 | Paříž          |        |
| 100 m prsa               | Tatjana Schoenmakerová                                                                                                | Jihoafrická republika (RSA)  | 01:04,82    | 25. července 2021 | Tokio          | [ 13 ] |
| 200 m prsa               | Tatjana Schoenmakerová                                                                                                | Jihoafrická republika (RSA)  | 02:18,95    | 30. července 2021 | Tokio          | [ 14 ] |
| 100 m motýlek            | Gretchen Walshová | Spojené státy americké (USA) | 55,38       | 27. července 2024 | Paříž          |        |
| 200 m motýlek            | Summer McIntoshová | Kanada (CAN)                 | 2:03,03     | 1. srpna 2024     | Paříž          |        |
| 200 m polohový závod     | Katinka Hosszúová | Maďarsko (HUN)               | 02:06,58    | 9. srpna 2016     | Rio de Janeiro | [ 15 ] |
| 400 m polohový závod     | Katinka Hosszúová | Maďarsko (HUN)               | 04:26,36    | 6. srpna 2016     | Rio de Janeiro | [ 16 ] |
| 4 × 100 m volný způsob   | Mollie O'Callaghanová (52.24) Shayna Jacková (52.35) Emma McKeonová (52.39) Meg Harrisová (51.94)                     | Austrálie (AUS)              | 3:28,92     | 27. července 2024 | Paříž          |        |
| 4 × 200 m volný způsob   | Mollie O'Callaghanová (1:53,52) Lani Pallisterová (1:55,61) Brianna Throssellová (1:56,00) Ariane Titmusová (1:52,95) | Austrálie (AUS)              | 7:38,08     | 1. srpna 2024     | Paříž          | [ 2 ]  |
| 4 × 100 m polohový závod | Kaylee McKeownová (58,01) Chelsea Hodgesová (1:05,57) Emma McKeonová (55,91) Cate Campbellová (52,11)                 | Austrálie (AUS)              | 03:51,60    | 1. srpna 2021     | Tokio          |        |

## Smíšená štafeta
| Disciplína               | Sportovec                                                                              | Země           | Čas     | Datum            | OH    | ref. |
| ------------------------ | -------------------------------------------------------------------------------------- | -------------- | ------- | ---------------- | ----- | ---- |
| 4 × 100 m polohový závod | Kathleen Dawsonová (58,80) Adam Peaty (56,78) James Guy (50,00) Anna Hopkinová (52,00) | Velká Británie | 3:37.58 | 31 července 2021 | Tokio |      |